# Douglas Walton

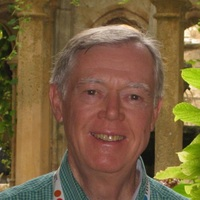
Douglas Walton, 2012

Douglas Neil Walton (* 2. Juni 1942; † 3. Januar 2020) war ein kanadischer Argumentationstheoretiker, der einflussreiche Beiträge zur informellen Logik, zu logischen Fehlschlüssen und zur Argumentation erarbeitet hat.

## Leben
Walton erwarb 1972 seinen Ph.D. in Philosophie an der University of Toronto und lehrte danach langjährig an der University of Winnipeg, Manitoba, sowie als Professor oder Fellow an diversen anderen nordamerikanischen und europäischen Universitäten, so an der Northwestern University in Illinois, der University of Arizona in Tucson und an der Universität von Lugano in der Schweiz. Zuletzt war er Inhaber des Assumption Chair in Argumentation Studies an der University of Windsor in Canada sowie Distinguished Research Fellow of the Centre for Research in Reasoning, Argumentation and Rhetoric.

## Werk
Walton befasste sich insbesondere mit logischen und außer-logischen Fehlschlüssen und arbeitet dabei teilweise eng mit dem Logiker John Woods zusammen. Waltons argumentationstheoretische Arbeiten werden zudem in juristischen Kontexten und bei der Entwicklung der Fähigkeiten von künstlicher Intelligenz verwendet. Der Pragma-Dialektiker Frans H. van Eemeren fasste die Kooperation von Woods und Walton als Woods-Walton-Ansatz zusammen und bewertet das Werk als umfangreichen Beitrag zur Erforschung von Fehlschlüssen seit Hamblin.

## Werke (Auswahl)
- Witness Testimony Evidence: Argumentation, Artificial Intelligence and Law, Cambridge University Press, Cambridge, 2008.
- Informal Logic: A Pragmatic Approach, 2. Auflage, Cambridge University Press, Cambridge, 2008.
- mit Chris Reed und Fabrizio Macagno: Argumentation Schemes, Cambridge University Press, Cambridge, 2008.
- mit John Woods: Fallacies: Selected Papers 1972–1982, 2. Auflage, College Publications, London, 2007.

## Belege
1. ↑  Douglas "Doug" Neil Walton Obituary - Visitation & Funeral Information. Archiviert vom Original (nicht mehr online verfügbar) am 12. Juni 2020; abgerufen am 6. Januar 2020 (amerikanisches Englisch).  Info: Der Archivlink wurde automatisch eingesetzt und noch nicht geprüft. Bitte prüfe Original- und Archivlink gemäß Anleitung und entferne dann diesen Hinweis.
2. ↑  F. H. van Eemeren (2001): Crucial concepts in argumentation theory, Amsterdam University Press, S. 154. ISBN 978-90-5356-523-0

| Personendaten    | Personendaten                             |
| ---------------- | ----------------------------------------- |
| NAME             | Walton, Douglas                           |
| ALTERNATIVNAMEN  | Walton, Douglas Neil (vollständiger Name) |
| KURZBESCHREIBUNG | kanadischer Argumentationstheoretiker     |
| GEBURTSDATUM     | 2. Juni 1942                              |
| STERBEDATUM      | 3. Januar 2020                            |